# Octavia Spencer
Octavia Lenora Spencer (Montgomery, Alabama; 25 de mayo de 1970), conocida como Octavia Spencer, es una actriz, directora, productora y guionista estadounidense de cine y televisión, ganadora de un Premio Óscar, un Globo de Oro, un BAFTA y tres Premios del Sindicato de Actores.
Ha participado en películas como Coach Carter (2005), Pulse (2006), The Help (2011), Snowpiercer (2013), Hidden Figures (2016) y The Shape of Water (2017). Recibió el Premio Óscar a la mejor actriz de reparto por su papel en The Help, y dos nominaciones más en la misma categoría por sus roles como Dorothy Vaughan en Hidden Figures y Zelda Fuller en The Shape of Water, convirtiéndose en la primera actriz de ascendencia afroamericana en recibir dos nominaciones consecutivas. En televisión, protagonizó Madam C. J. Walker: Una mujer hecha a sí misma, miniserie donde interpretó a Madam C. J. Walker y que le valió una nominación al Primetime Emmy a la mejor actriz - Miniserie o telefilme. Además, ha participado en varios capítulos de la versión estadounidense de Ugly Betty en 2007.

## Biografía
Es natural de Montgomery (Alabama), lugar que considera como el epicentro del "cinturón de la biblia" de Estados Unidos. También vivió en Costa Rica durante dos años. Es la sexta de un total de siete hermanos. Acudió y se graduó en la Auburn University, situada en el municipio de Auburn.

### Carrera
Su debut en el cine se produjo con A Time to Kill (1996), basada en la novela de título homónimo escrita por John Grisham. Consiguió aparecer en la película tras preguntarle al director, Joel Schumacher, si podría hacer una audición para un pequeño papel; finalmente interpretó a la enfermera del personaje interpretado por Sandra Bullock, Ellen Roark. Posteriormente ha vuelto a trabajar con la oscarizada actriz en dos ocasiones, en el cortometraje Making Sandwiches (1998), dirigido por Bullock y presentado en el Festival de Cine de Sundance, y en Miss Congeniality 2: Armed and Fabulous (2005).
Más tarde intervendría brevemente en episodios de series de televisión como ER (1998), Chicago Hope (1999), Expediente X (1999), Malcolm in the Middle (2000), Médium (2005) o CSI: Crime Scene Investigation (2008). También conseguiría personajes más extensos en producciones televisivas como City of Angels (2000), The Chronicle (2002), Ugly Betty (2007), dando vida a Constance Grady, y en la serie de Disney Channel Wizards of Waverly Place (2007). Entre sus intervenciones en cine se encuentran las comedias De ladrón a policía (1999) y Big Momma's House (2000), y los dramas Bad Santa (2003) y Coach Carter (2005), protagonizado por Samuel L. Jackson. En 2009 estuvo en Halloween II, donde interpretó a una enfermera asesinada por Michael Myers.
Dirigió, escribió y produjo el cortometraje The Unforgiving Minute en 2010, narrado por Viola Davis. En 2011 llegó su primer personaje relevante en el cine con el drama The Help, donde compartió protagonismo con Viola Davis y Emma Stone. Su interpretación de Minny Jackson le supuso buenos comentarios por parte de la prensa cinematográfica, viendo en ella una posible candidata en la temporada de premios. Finalmente ganó en la categoría de «mejor actriz de reparto» en los Premios Óscar, Premios BAFTA, Globos de Oro y en los Premios del Sindicato de Actores. La película sumó, sólo en Estados Unidos, más de 169 millones de dólares, convirtiéndose así en el mayor éxito comercial de su filmografía.
En octubre de 2011 se confirmó que Spencer se unió al reparto del nuevo proyecto de la guionista Diablo Cody en su debut como directora, titulado Lamb of God.
En 2013, interpreta a Regina en la serie original de CBS, Mom y sale en la película surcoreano-estadounidense Snowpiercer.
En 2022, recibió una estrella en el paseo de la fama de Hollywood.

## Filmografía

### Cine
| Año  | Película                                             | Personaje                     | Notas |
| ---- | ---------------------------------------------------- | ----------------------------- | --- |
| 1996 | A Time to Kill                                       | Roark's Nurse                 | |
| 1997 | The 6th Man                                          | Nativity Watson               | |
| 1997 | Sparkler                                             | Wanda                         | |
| 1999 | Never Been Kissed                                    | Cynthia                       | |
| 1999 | Being John Malkovich                                 | Woman in Elevator             | |
| 1999 | De ladrón a policía                                  | Shawna                        | |
| 2000 | The Sky Is Falling                                   | Nurse No. 2                   | |
| 2000 | Everything Put Together                              | Nurse B                       | |
| 2000 | American Virgin                                      | Agnes Large                   | |
| 2000 | What Planet Are You From?                            | Baby Nurse                    | |
| 2000 | Auto Motives                                         | Rhonda                        | |
| 2000 | Big Momma's House                                    | Twila                         | |
| 2000 | Four Dogs Playing Poker                              | Waitress                      | |
| 2001 | Sol Goode                                            | Unemployment Clerk            | |
| 2001 | The Journeyman                                       | Black Belly                   | |
| 2002 | Spider-Man                                           | Check-In Girl                 | |
| 2003 | Legally Blonde 2: Red, White & Blonde                | Security Guard                | |
| 2003 | S.W.A.T.                                             | Neighbor in Alley             | |
| 2003 | Chicken Party                                        | Laqueta Mills                 | |
| 2003 | Bad Santa                                            | Opal                          | |
| 2004 | Win a Date with Tad Hamilton!                        | Janine                        | |
| 2004 | Breakin' All the Rules                               | Stylist                       | |
| 2005 | Coach Carter                                         | Mrs. Battle                   | |
| 2005 | Pretty Persuasion                                    | Woman                         | |
| 2005 | Marilyn Hotchkiss' Ballroom Dancing and Charm School | Ayisha Lebaron                | |
| 2005 | Miss Congeniality 2: Armed and Fabulous              | Octavia – Bookstore           | |
| 2005 | Beauty Shop                                          | Big Customer                  | |
| 2005 | Wannabe                                              | Lady Chanet Janney Jones      | |
| 2006 | Pulse                                                | Landlady                      | |
| 2007 | The Nines                                            | Streetwalker                  | |
| 2008 | Next of Kin                                          | Grace                         | |
| 2008 | Pretty Ugly People                                   | Mary                          | |
| 2008 | The Spleenectomy                                     | Nurse                         | |
| 2008 | Siete almas                                          | Kate (Home Health Care Nurse) | |
| 2009 | The First Time                                       | Mrs. Hambrick                 | |
| 2009 | Arrástrame al infierno                               | Bank Co-Worker No. 1          | |
| 2009 | Jesus People: The Movie                              | Angel Angelique               | |
| 2009 | El solista                                           | Troubled Woman                | |
| 2009 | Just Peck                                            | Detention Room Teacher        | |
| 2009 | Halloween II                                         | Nurse Daniels                 | |
| 2009 | Herpes Boy                                           | Rochelle                      | |
| 2009 | Small Town Saturday Night                            | Rhonda Dooley                 | |
| 2010 | Dinner for Schmucks                                  | Madame Nora                   | |
| 2011 | The Help                                             | Minny Jackson                 | Oscar a la mejor actriz de reparto Globo de Oro a la mejor actriz de reparto BAFTA a la mejor actriz de reparto Premio del Sindicato de Actores a la mejor actriz de reparto |
| 2011 | Peep World                                           | Allison                       | |
| 2011 | Flypaper                                             | Madge Wiggins                 | |
| 2012 | Blues for Willadean                                  | LaSonia Robinson              | |
| 2012 | Smashed                                              | Jenny                         | |
| 2013 | Fruitvale Station                                    | Wanda                         | |
| 2013 | Snowpiercer                                          | Tanya                         | |
| 2013 | Paradise                                             | Loray                         | |
| 2014 | Get On Up                                            | Aunt Honey Washington         | |
| 2014 | The Great Gilly Hopkins                              |                               | |
| 2015 | Black or White                                       | Rowena Jeffers                | |
| 2015 | The Divergent Series: Insurgent                      | Johanna Reyes                 | Representante de Cordialidad |
| 2015 | B.O.O.: Bureau of Otherworldly Operations            | Captain Book (voice)          | |
| 2015 | Fathers and Daughters                                |                               | |
| 2016 | The Divergent Series: Allegiant                      | Johanna Reyes                 | Representante de Cordialidad |
| 2016 | Zootopia                                             | Mrs. Otterton                 | voz |
| 2016 | Hidden Figures                                       | Dorothy Vaughn                | |
| 2017 | The Shack                                            | Papa                          | |
| 2017 | Small Town Crime                                     | Kelly Banks                   | También productora ejecutiva |
| 2017 | Gifted                                               | Roberta Taylor                | |
| 2017 | The Shape of Water                                   | Zelda                         | |
| 2018 | Familia al instante                                  | Karen                         | |
| 2019 | Luce                                                 | Harriet Wilson                | |
| 2019 | Ma                                                   | Sue Ann ("Ma")                | |
| 2020 | The Voyage of Doctor Dolittle                        | Dab-Dab                       | |
| 2020 | Onward                                               | Corey                         | |
| 2020 | The Witches                                          | Abuela                        | |
| 2020 | Superintelligence                                    | Ella misma (voz)              | HBO Max |
| 2021 | Thunder Force                                        | Emily Stanton / Bingo         | Netflix |
| 2021 | Encounter                                            | Hattie                        | |
| 2022 | Spirited                                             | Kimberly                      | |
| 2025 | Smurfs                                               | TBA (voz)                     | |

### Televisión
| Año       | Proyecto                                       | Personaje                      | Notas                                         |
| --------- | ---------------------------------------------- | ------------------------------ | --------------------------------------------- |
| 1998      | ER                                             | Maria Jones                    | 5.ª temporada, episodio 7                     |
| 1999      | Lansky                                         | Evelyn the Maid                | Película para Televisión                      |
| 1999      | The X-Files                                    | Nurse                          | 7.ª temporada, episodio 4                     |
| 2000      | Malcolm in the Middle                          | Cashier                        | 2.ª temporada, episodio 9                     |
| 2000      | Missing Pieces                                 | Elegant Guest                  | Película para televisión                      |
| 2001      | Follow the Stars Home                          | Hildy                          | Película para televisión                      |
| 2002      | Little John                                    | Waitress                       | Película para televisión                      |
| 2006–07   | The Minor Accomplishments of Jackie Woodman    | Cheryl / Female Security Guard | 4 episodios                                   |
| 2007      | Halfway Home                                   | Serenity Johnson               | 10 episodios                                  |
| 2007      | Ugly Betty                                     | Constance Grady                | 5 episodios                                   |
| 2008      | The Big Bang Theory                            | DMV Employee                   | 2.ª temporada, episodio 5                     |
| 2008      | Wizards of Waverly Place                       | Dr. Evilini                    | 2 episodios                                   |
| 2009      | Dollhouse                                      | Profesora Jackie               | 1 episodio                                    |
| 2009      | Raising the Bar                                | Arvina Watkins                 | 5 episodios                                   |
| 2010      | Hawthorne                                      | Emily Thomkins                 | 2.ª temporada, episodio 4                     |
| 2013      | 30 Rock                                        | Ella misma                     | Serie; 1 episodio                             |
| 2013      | Call Me Crazy: A Five Film                     | Dr. Nance                      | Película para televisión                      |
| 2013–2015 | Mom                                            | Regina                         | 8 episodios; Rol recurrente                   |
| 2014–2015 | Red Band Society                               | Nurse Dena Jackson             | 13 episodios; Rol principal                   |
| 2015      | Drunk History                                  | Harriet Tubman                 | Episodio: "Spies"                             |
| 2017      | Saturday Night Live                            | Ella misma (anfitriona)        | Episodio: "Octavia Spencer/Father John Misty" |
| 2019      | Black-ish                                      | Ella misma                     | Episodio "Black History Month"                |
| 2019–2023 | Truth Be Told                                  | Poppy Parnell                  | reparto principal; productora ejecutiva       |
| 2020      | Madam C. J. Walker: Una mujer hecha a sí misma | Madam C. J. Walker             | 4 episodios; productora ejecutiva.            |